# Fairbankite
La fairbankite est un minéral constitué d'un sulfotellurite de plomb, de formule chimique PbII12(TeIVO3)11(SO4). Très rare, elle se présente sous la forme de cristaux transparents, de faible dureté (2 sur l'échelle de Mohs) et cassants. Elle cristallise dans un système triclinique. 
La fairbankite est nommée en l'honneur de N. K. Fairbank (en) (1829-1903), un industriel ayant participé au développement de la ville de Tombstone en Arizona et le fondateur de la société qui a exploité le filon de Grand Central, la localité type du minéral. La fairbankite y est associée à l'adulaire, la cérusite, la jarosite, l'oboyérite (it), l'opale et la rodalquilarite.
En 1979, S. A. Williams note : « Depuis la découverte de la rodalquilarite à Tombstone [par Razor en 1937], en Arizona, plus de trente nouveaux oxysels de tellure y ont été découverts. L'utilisation d'une pelle rétrocaveuse pour extraire les vestiges de la décharge a permis la découverte de dix-huit nouvelles espèces rien qu'à la mine Grand Central, et c'est au cours de ce projet que ces quatre nouvelles espèces ont été découvertes. » Ces espèces sont la girdite, la winstanleyite, l'oboyerite et la fairbankite.
Approuvée par l'IMA la même année qui lui attribue le symbole Fbk, avec comme formule PbTeO3 et une dimension de maille de a = 7,81 Å, b = 7,11 Å, c = 6,96 Å, la fairbankite a, en 2018, posé problème à l'analyse par diffraction sur poudre, et aussi par l'absence de teneur en eau attendue. Une redéfinition acceptée par l'IMA a été opérée en 2021 dans l'étude de Missen et al. qui lui attribue la formule actuelle et la taille de cellule de a = 7.0205(3) Å, b = 10.6828(6) Å, c = 14.4916(8) Å, a = 75.161(5)° ainsi que d'autres données.

## Classification
La fairbankite est référencée dans la classification de Strunz sous 34.1.2.1, parmi les tellurites sans anions supplémentaires, et sans molécules d'eau. Dans la classification de Dana (34.1.2.1), elle est simplement une tellurite.

## Chimie
La masse moléculaire de la fairbankite est 382,80 g/mol. Les oxydes occupent la totalité de ce poids : la tellurite (TeO2) à 38,89 %, l'oxyde de plomb (PbO) à 59,33 % et le trioxyde de soufre (SO3) à 1,77 %, ainsi qu'une trace de SiO2 à 0,05 %. 
| Composition | Composition |
| ----------- | ----------- |
| Tellure     | 18,6 %      |
| Plomb       | 60,4 %      |
| Oxygène     | 11,4 %      |
| Soufre      | 4,7 %       |

Elle est chimiquement similaire à l'adanite, c'est-à-dire qu'elle partage la même formule mais pas la même structure cristalline (monoclinique pour l'adanite), se rapproche aussi de la northstarite ; et la schieffelinite, et s'apparente de plus loin aussi à la bairdite, à l'eztlite et à la tlapallite.

## Formation et gisements
La fairbankite se forme principalement lors de processus géologiques associés à des événements d'oxydation et d'hydratation du stade paragénétique 7 de la Grande Oxydation, survenant il y a moins de 2,4 milliards d'années. À ce stade, des processus d'hydratation superficielle des minéraux antérieurs (mode paragénétique 47a) et des conditions favorables à la formation de sulfates et sulfites (mode 47b) ainsi qu’à la présence de minéraux uranylés (U6+) (mode 47f) ont contribué à son apparition.
La fairbankite peut également se former dans des contextes anthropiques plus récents, au cours du stade 10b, lié aux minéraux anthropiques apparus depuis 10 000 ans, principalement des minéraux miniers (mode 55).
La base de données minéralogiques Mindat.org en 2025 recense trois gisements, tous situés aux États-Unis : en Arizona où se trouve la localité type, en Californie et au Nevada.